# Mulholland Drive (película)
Mulholland Drive (titulada El camino de los sueños en Argentina y Sueños, misterios y secretos en el resto de Hispanoamérica) es una película de culto francesa-estadounidense del año 2001, encuadrada en el género neo-noir, escrita y dirigida por el cineasta David Lynch y protagonizada por Naomi Watts, Laura Harring y Justin Theroux, en los papeles principales. La trama incluye historias aparentemente no relacionadas pero que se conectan con el tiempo de diversas maneras, así como algunas escenas surrealistas e imágenes que se relacionan con la narrativa críptica, marca característica del cine de Lynch.
Originalmente concebida como un episodio piloto de televisión, una gran parte de la película fue filmada en 1999 con el plan de Lynch de mantener el final abierto para una posible serie. Sin embargo, tras ver la versión de Lynch, los ejecutivos de televisión decidieron rechazarla. Lynch entonces proporcionó un final para el proyecto, convirtiéndolo en un largometraje. El resultado medio-piloto, medio-largometraje, junto con el estilo característico de Lynch, ha dejado el significado general de los acontecimientos de la película abierta a la interpretación. Lynch se ha negado a ofrecer una explicación de sus intenciones para la narración, dejando al público, críticos y miembros del reparto a especular sobre lo que sucede. Él dio a la película el eslogan «Una historia de amor en la ciudad de los sueños».
Categorizada como un thriller psicológico, la película fue muy aclamada por la crítica y le valió a Lynch el Prix de la mise en scène (Premio al mejor director) del Festival Internacional de Cine de Cannes de 2001, así como una nominación al Premio Óscar al mejor director. Mulholland Drive lanzó las carreras de Watts  y Harring y fue el último largometraje en el que actuó la actriz veterana de Hollywood Ann Miller. La película es ampliamente considerada como una de las mejores obras de Lynch, junto a Eraserhead (1977) y Blue Velvet (1986), y fue elegida por muchos críticos como representante de una perspectiva importante de la década de 2000. A. O. Scott de The New York Times escribe que mientras que algunos podrían considerar la trama un «delito contra el orden narrativo... la película es una liberación intoxicante de los sentidos, con momentos de sentirse aún más poderosa para parecer surgir del mundo de la noche turbia del inconsciente».

## Sinopsis
Betty Elms (Naomi Watts), una joven aspirante a actriz, llega a Los Ángeles para convertirse en estrella de cine y se aloja en el apartamento de su tía. Allí conoce a la enigmática Rita (Laura Harring), una mujer que padece amnesia a causa de un accidente sufrido en Mulholland Drive. Las dos juntas deciden investigar quién es Rita y cómo llegó hasta allí.

## Argumento
Una mujer de pelo oscuro (Laura Harring) es la única superviviente de un accidente de coche en Mulholland Drive, un camino en las colinas de Hollywood. Herida y en estado de shock, baja caminando a Los Ángeles y se cuela en un apartamento. Más tarde esa mañana, una aspirante a actriz llamada Betty Elms (Naomi Watts) llega al apartamento, que normalmente ocupa su tía Ruth. Betty se sorprende al encontrar a la mujer, que tiene amnesia y asume el nombre de «Rita» después de ver un póster de la película Gilda, protagonizada por Rita Hayworth. Para ayudar a la mujer a recordar su identidad, Betty busca en el bolso de Rita, donde encuentra una gran cantidad de dinero y una llave azul.
En un restaurante llamado Winkie's, un hombre le cuenta a su compañero una pesadilla en la que soñó que había una figura horrible detrás del restaurante. Cuando investigan, aparece la figura, causando que el hombre de la pesadilla se aterre de miedo.
En otra parte, el director Adam Kesher (Justin Theroux) tiene su película comandada por mafiosos, que insisten en que elija a una actriz desconocida llamada Camilla Rhodes como protagonista de la misma. Adam se resiste a esta imposición. Más tarde Adam vuelve a casa donde descubre que su esposa lo engaña y lo expulsa de su hogar, también se entera de que su banco ha cerrado su línea de crédito y que está arruinado. Acepta encontrarse con un misterioso personaje que se hace llamar El Vaquero (Monty Montgomery), que lo insta a elegir a Camilla Rhodes por su propio bien. Más tarde, un asesino a sueldo (Mark Pellegrino) roba un libro lleno de números de teléfono, matando a tres personas.
Betty y Rita tratan de descubrir algo más sobre el accidente de Rita, y cuando están en el restaurante Winkie's, son atendidas por una camarera llamada Diane, lo que hace que Rita recuerde el nombre «Diane Selwyn». Buscan a Diane Selwyn en la guía telefónica y la llaman, pero ella no responde. Luego Betty va a una audición, donde su actuación es muy elogiada. Una agente de casting la lleva a un escenario donde se está lanzando una película llamada The Sylvia North Story, dirigida por Adam. Cuando Camilla Rhodes (Melissa George) audiciona, Adam, guiado por sus problemas personales y financieros recientes, decide ceder a la «petición» de su estudio de aceptar a Camilla. Adam cruza miradas con Betty, pero esta última se va antes de que pueda conocerlo, argumentando que llega tarde a encontrarse con una amiga.
Betty y Rita van al apartamento de Diane Selwyn y, cuando nadie contesta a la puerta, entran. En el dormitorio, encuentran el cuerpo de una mujer que ha estado muerta durante varios días. Aterrorizadas, vuelven a su apartamento, donde una Rita atemorizada se disfraza con una peluca rubia. Esa noche, Betty le dice a Rita que puede dormir en la cama con ella. Rita accede y se acuesta a su lado, desnuda. Después de agradecerle por todo, en un momento de tensión, Rita se acerca a darle un beso de buenas noches a Betty, pero las dos comienzan a besarse pasionalmente y Rita desviste a Betty. Las dos continúan besándose y, tras preguntarle a Rita si antes había hecho eso y que esta respondiera que no sabe, Betty acaricia los pechos de Rita y le dice que quiere hacerlo con ella. Betty y Rita se besan con más pasión y Betty comienza a besar el cuello de Rita, diciéndole que está enamorada de ella, sin recibir respuesta. Betty le repite lo mismo entre más besos, y finalmente procede a besar partes más bajas de su cuerpo. Las dos terminan haciendo el amor.
A las 2 a. m., Rita insiste en que vayan a un teatro llamado Club Silencio. El maestro de ceremonias explica en diferentes idiomas que todo es una ilusión; Rebekah Del Río sube al escenario y comienza a cantar la canción de Roy Orbison «Crying» en español, luego se derrumba mientras su voz continúa: su actuación fue una grabación. Betty encuentra una caja azul en su bolso que coincide con la llave azul de Rita. De regreso al apartamento, Rita mientras busca la llave azul descubre que Betty ha desaparecido. Rita desbloquea la caja, y también desaparece.
Diane Selwyn se despierta en su cama en el mismo apartamento que Betty y Rita investigaron. Se ve exactamente como Betty, pero es una actriz fallida que se ve sumida en una profunda depresión por su aventura fallida con Camilla Rhodes, una actriz exitosa que se parece exactamente a Rita. Por invitación de Camilla, Diane asiste a una fiesta en la casa de Adam en Mulholland Drive. En la cena, Diane dice que vino a Hollywood cuando su tía Ruth murió y le dejó mucho dinero, y conoció a Camilla en una audición para The Sylvia North Story. Adam y Camilla se preparan para hacer un anuncio importante, pero se disuelven en carcajadas y besos mientras Diane los mira, llorando. Más tarde, Diane se encuentra con el asesino a sueldo en Winkie's, contratándolo para matar a Camilla. Él le dice que encontrará una llave azul en su apartamento cuando se complete el trabajo.
En su apartamento, Diane mira la llave azul en su mesa de café. Angustiada, está aterrorizada por alucinaciones y corre gritando a su cama, donde se dispara.

## Personajes
Betty Elms (Naomi Watts) es la brillante y talentosa actriz recién llegada a Los Ángeles, descrita como "sana, optimista, decidida a conquistar la ciudad"  y "absurdamente ingenua". Su actitud alegre e intrépida para ayudar a Rita porque es lo correcto recuerda a Nancy Drew a los críticos. Toda su personalidad al principio es un aparente cliché de la ingenua proveniente de un pueblo pequeño. Pero es la identidad de Betty, o la pérdida de ella, lo que parece ser el foco de la película. Para un crítico, Betty interpretó el papel de la conciencia y el inconsciente de la película. Watts, quien modeló a Betty en Doris Day, Tippi Hedren y Kim Novak, observó que Betty es una buscadora de emociones, alguien "que se encuentra en un mundo al que no pertenece y está lista para asumir una nueva identidad, incluso si es de otra persona". Esto también ha llevado a un teórico a concluir que, dado que Betty había ingresado ingenuamente, pero con entusiasmo, al sistema de Hollywood, se había convertido en una "actora cómplice" que había "abrazado la misma estructura que la destruyó." En una explicación de su desarrollo del personaje de Betty, Watts declaró:
Por lo tanto, tuve que tomar mis propias decisiones sobre lo que esto significaba y por lo que estaba pasando este personaje, qué era un sueño y qué era la realidad. Mi interpretación podría terminar siendo completamente diferente, tanto de David como de la audiencia. Pero tuve que reconciliar todo eso, y la gente parece pensar que funciona.
Betty, por más difícil de creer que parezca el personaje que debe interpretar, muestra una asombrosa profundidad de dimensión en su prueba. Previamente ensayada con Rita en el apartamento, donde Rita interpreta sus líneas con torpeza, la escena es "basura" y "hueca; cada línea es indigna del compromiso de una actriz genuina", y Betty la interpreta en el ensayo tan mal como está escrita. Nerviosa pero valiente como siempre en la prueba, Betty entra en la habitación abarrotada donde la escena ha de tener lugar, pero cuando se encuentra a centímetros de su compañero de prueba (Chad Everett), la convierte en una escena de poderosa tensión sexual que controla por completo y atrae a todas las personas en la habitación. La sexualidad se erosiona inmediatamente cuando termina la escena y ella se para frente a ellos esperando tímidamente su aprobación. Un analista de cine afirma que la habilidad previamente desconocida de Betty se roba el espectáculo, específicamente, quitándole el oscuro misterio a Rita y asignándoselo a sí misma, y el uso de esta escena por parte de Lynch ilustra su uso del engaño en sus personajes. La capacidad de actuación de Betty lleva a Ruth Perlmutter a especular si Betty está interpretando el papel de Diane en un sueño o en una parodia de una película que finalmente se vuelve contra ella.
Rita (Laura Elena Harring) es la aparente víctima misteriosa e indefensa, una mujer fatal clásica con su apariencia oscura y sorprendentemente hermosa. Roger Ebert quedó tan impresionado con Harring que dijo de ella "todo lo que tiene que hacer es quedarse ahí y es el primer buen argumento en 55 años para una nueva versión de Gilda". Ella sirve como objeto del deseo, directamente opuesta a la brillante seguridad en sí misma de Betty. También es el primer personaje con el que la audiencia se identifica y, como los espectadores la conocen solo como confundida y asustada, sin saber quién es ni adónde va, representa su deseo de dar sentido a la película a través de su identidad.En lugar de amenazar, inspira a Betty a alimentarla, consolarla y ayudarla. Su amnesia la convierte en una persona en blanco, que según un crítico es "la vacante que surge con una belleza extraordinaria y la voluntad del espectador de proyectar cualquier combinación de lo angelical y diabólico en ella". Un análisis del personaje de Rita afirma que sus acciones son las más genuinas de la primera parte de la película, ya que no tiene memoria ni nada para usar como marco de referencia sobre cómo comportarse. Sin embargo, Todd McGowan, autor de un libro sobre temas de las películas de Lynch, afirma que la primera parte de Mulholland Drive puede interpretarse como la fantasía de Rita, hasta que se revela Diane Selwyn; Betty es el objeto que supera la ansiedad de Rita por su pérdida de identidad. Según el historiador de cine Steven Dillon, Diane hace la transición de una excompañera de cuarto a Rita: después de una escena tensa en la que la compañera de cuarto recoge sus pertenencias restantes, Rita aparece en el apartamento, sonriéndole a Diane.
Después de que Betty y Rita encuentran el cuerpo en descomposición, huyen del apartamento y sus imágenes se dividen y se reintegran. David Roche señala que la falta de identidad de Rita provoca un quiebre que “no solo se da a nivel del personaje sino también a nivel de la imagen; el plano es sometido a efectos especiales que fragmentan su imagen y sus voces se ahogan reverberando, la cámara aparentemente escribe el estado mental de los personajes". Inmediatamente regresan al departamento de la tía de Betty, donde Rita se pone una peluca rubia, aparentemente para disfrazarse, pero que la hace asemejarse notablemente a Betty. Es esta transformación la que sugiere un analista cinematográfico como la fusión de ambas identidades. Esto está respaldado por pistas visuales, como ángulos de cámara particulares que hacen que sus rostros parezcan fusionarse en uno. Esto se ilustra aún más poco después por su intimidad sexual, seguida de la personalidad de Rita que se vuelve más dominante cuando insiste en ir al Club Silencio a las 2 a. m., lo que finalmente conduce a la dominación total de Camilla.
Diane Selwyn (Watts) es la mujer palpablemente frustrada y deprimida, que idolatra y adora a Camilla, que no le devuelve su afecto. Se la considera la realidad de Betty, que era demasiado buena para ser verdad, o una versión posterior de Betty después de vivir demasiado tiempo en Hollywood. Para Steven Dillon, la trama de la película "hace de Rita el recipiente vacío perfecto para las fantasías de Diane", pero debido a que Rita es solo una "chica de portada en blanco", Diane se ha "invertido en el vacío", lo que la lleva a la depresión y aparentemente al suicidio. . Por lo tanto, Diane es la personificación de la insatisfacción, dolorosamente ilustrada cuando no puede llegar al clímax mientras se masturba, en una escena que indica "a través de planos borrosos, espasmódicos, desde el punto de vista de la pared de piedra, no solo sus lágrimas y humillación sino la desintegración de su fantasía y su creciente deseo de venganza". Un análisis de Diane sugiere que su devoción por Camilla se basa en una manifestación de narcisismo, ya que Camilla encarna todo lo que Diane quiere ser. Aunque se la retrata como débil y perdedora, para Jeff Johnson, autor de un libro sobre la moralidad en las películas de Lynch, Diane es el único personaje de la segunda parte de la película cuyo código moral permanece intacto. Ella es "una persona decente corrompida por los sinvergüenzas misceláneas que pueblan la industria del cine". Su culpa y arrepentimiento son evidentes en su suicidio y en las pistas que surgen en la primera parte de la película. El miedo de Rita, el cadáver y la ilusión en el Club Silencio indican que algo está oscuro y mal en el mundo de Betty y Rita. Al liberarse de Camilla, su condicionamiento moral la mata.
Camilla Rhodes (Melissa George, Laura Elena Harring) es poco más que un rostro en una foto y un nombre que ha inspirado a muchos representantes de algún poder vagamente amenazante a colocarla en una película en contra de los deseos de Adam. A la que un crítico se refiere como una "prostituta insípida", apenas causa impresión en la primera parte de la película, pero después de que se abre la caja azul y Harring la interpreta, se convierte en una persona completa que simboliza " traición, humillación y abandono", y es objeto de la frustración de Diane. Diane está en un marcado contraste con Camilla, que está más voluptuosa que nunca y que parece haber "chupado la vida de Diane". Inmediatamente después de decirle a Diane que la vuelve loca, Camilla le dice que deben terminar su aventura. En un set de filmación donde Adam dirige a Camilla, ordena que se despeje el set, excepto Diane, a pedido de Camilla, donde Adam le muestra a otro actor cómo besar a Camilla correctamente. En lugar de castigar a Camilla por tal humillación pública, como sugiere la conversación de Diane con el sicario torpe, un crítico ve a Rita como la representación vulnerable del deseo de Diane por Camilla.
Adam Kesher (Justin Theroux) se establece en la primera parte de la película como un director "vagamente arrogante", pero aparentemente exitoso, que soporta una humillación tras otra. Theroux dijo sobre su papel: "Es como el único personaje de la película que no sabe qué diablos está pasando. Creo que es el tipo al que el público dice: «Soy como tú en este momento. No sé por qué te someten a todo este dolor.»" Después de ser despojado del control creativo de su película, el limpiador de piscinas (interpretado por Billy Ray Cyrus) le pone los cuernos y lo expulsa de su propia opulenta casa sobre Hollywood. Después de registrarse en un motel de mala muerte y pagar en efectivo, el gerente llega para decirle que su crédito no es bueno. Atestiguado por Diane, Adam es pomposo y engreído. Es el único personaje cuya personalidad no parece cambiar por completo desde la primera parte de la película hasta la segunda. Un análisis del personaje de Adam sostiene que debido a que capituló y eligió a Camilla Rhodes para su película, ese es el final de la alegría y la capacidad de Betty para ayudar a Rita, culpando de su tragedia a los representantes del poder del estudio. Otro análisis sugiere que “Adam Kesher no tiene el control, quiere y está dispuesto a pasar por encima de quién o qué sea necesario para consolidar su carrera. Hambriento de poder, utiliza la apariencia del amor o la seducción como una herramienta más. El amor al poder justifica que se olvide todo lo demás, sea el orgullo, el amor o cualquier otra consideración. No hay arrepentimientos, es Mulholland Drive en Los Ángeles".
Los personajes secundarios incluyen a El vaquero (Monty Montgomery), los hermanos Castigliani (Dan Hedaya y Angelo Badalamenti) y a Mr. Roque (Michael J. Anderson), quienes de alguna manera están involucrados en presionar a Adam para que elija a Camilla Rhodes en su película. Estos personajes representan la muerte de la creatividad para los estudiosos del cine, y retratan una "visión de la industria como un sistema jerárquico cerrado en el que la fuente última de poder permanece oculta detrás de una serie de representantes". Ann Miller interpreta a Coco, la casera que le da la bienvenida a Betty a su maravilloso apartamento nuevo. Coco, en la primera parte de la película, representa a la vieja guardia de Hollywood, que acoge y protege a Betty. En la segunda parte de la película, sin embargo, aparece como la madre de Adam, quien impacientemente reprende a Diane por llegar tarde a la fiesta y apenas presta atención a la vergonzosa historia de Diane sobre cómo se metió en la actuación.

## Reparto

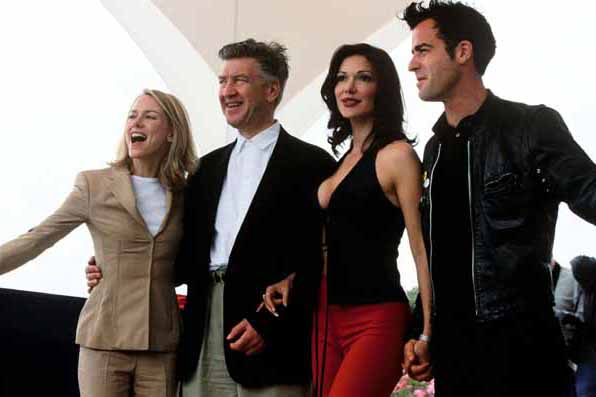
De izquierda a derecha: Naomi Watts, David Lynch, Laura Harring y Justin Theroux en el Festival de cine de Cannes 2001.

- Naomi Watts - Betty Elms/Diane Selwyn
- Laura Harring - Rita/Camilla Rhodes
- Justin Theroux - Adam Kesher
- Ann Miller - Catherine «Coco» Lenoix
- Mark Pellegrino como Joe
- Robert Forster - Detective Harry McKnight
- Brent Briscoe - Detective Neal Domgaard
- Jeanne Bates - Irene
- Melissa George - Camila Rhodes
- Dan Hedaya - Vincenzo Castigliane
- Lori Heuring - Lorraine Kesher
- Billy Ray Cyrus - Gene

## Producción

### Desarrollo
Originalmente concebida como una serie de televisión, Mulholland Drive comenzó como un piloto de 90 minutos producido para Touchstone Television y destinado a la cadena de televisión ABC. Tony Krantz, el agente responsable del desarrollo de Twin Peaks, estaba "entusiasmado" por hacer otra serie de televisión. Irónicamente, Lynch escribió "Nunca volveré a ver televisión" en una pieza de madera contrachapada. David Lynch vendió la idea a los ejecutivos de ABC basándose únicamente en la historia de Rita que salió del accidente automovilístico con su bolso que contenía $125,000 en efectivo y la llave azul, y Betty tratando de ayudarla a descubrir quién es. Un ejecutivo de ABC recordó: "Recuerdo lo espeluznante de esta mujer en este horrible, horrible accidente, y David se burló de nosotros con la idea de que la gente la está persiguiendo. No solo está en problemas, es un problema. Obviamente, preguntamos: '¿Qué pasa después?' Y David dijo: 'Tienes que comprar el campo para que yo te lo diga'. Lynch le mostró a ABC un borrador del piloto. La persona que lo vio, según Lynch, lo estaba viendo a las seis de la mañana y estaba tomando café y de pie. Odiaba el piloto, y ABC lo canceló de inmediato. Pierre Edleman, amigo de Lynch de París, vino de visita y comenzó a hablar con él sobre la película como un largometraje. Canal + quería darle dinero a Lynch para que se convirtiera en un largometraje y tardó un año en negociar. 
Lynch describió el atractivo de la idea de un piloto, a pesar de saber que el medio de la televisión sería restrictivo: "Soy un fanático de una historia continua ... Teóricamente, puedes obtener una historia muy profunda y puedes ir tan profundo y abrir el mundo de una manera tan hermosa, pero se necesita tiempo para hacerlo ". La historia incluía elementos surrealistas, muy parecidos a la serie anterior Twin Peaks de Lynch. Se sentaron las bases para los arcos de la historia, como el misterio de la identidad de Rita, la carrera de Betty y el proyecto cinematográfico de Adam Kesher. 
La actriz Sherilyn Fenn declaró en una entrevista de 2014 que la idea original surgió durante el rodaje de Twin Peaks, como una película derivada de su personaje de Audrey Horne. 

### Casting
Lynch eligió a Naomi Watts y Laura Harring por sus fotografías. Las llamó por separado para entrevistas de media hora y les dijo que no había visto ninguno de sus trabajos anteriores en cine o televisión. Harring consideró fatídico que estuvo involucrada en un accidente automovilístico menor en el camino a la primera entrevista, solo para descubrir que su personaje también estaría involucrado en un accidente automovilístico en la película. Watts llegó con jeans para la primera entrevista, directamente desde el avión desde la ciudad de Nueva York. Lynch le pidió que regresara al día siguiente "más glamurosa". Le ofrecieron el papel dos semanas después. Lynch explicó su selección de Watts: "Vi a alguien que sentí que tenía un talento tremendo, y vi a alguien que tenía un alma hermosa, una inteligencia, posibilidades para muchos roles diferentes, así que fue un paquete completo hermoso". Justin Theroux también conoció a Lynch directamente después de su vuelo en avión. Después de un largo vuelo con poco sueño, Theroux llegó vestido todo de negro, con el pelo desordenado. A Lynch le gustó el look y decidió elegir a Adam con ropa similar y el mismo peinado. 

### Filmación
La filmación del programa piloto de televisión comenzó en Los Ángeles en febrero de 1999 y duró seis semanas. Al final, la cadena no estaba contenta con el piloto y decidió no incluirlo en su programa. Las objeciones incluyeron la historia no lineal, las edades de Harring y Watts (a quienes consideraban demasiado mayores), el hábito de fumar cigarrillos por parte del personaje de Ann Miller y una toma de primer plano de heces de perro en una escena. Lynch recordó: "Todo lo que sé es que me encantó hacerlo, ABC lo odiaba y no me gusta el corte que entregué. Estuve de acuerdo con ABC en que el corte más largo era demasiado lento, pero me vi obligado a cortarlo porque teníamos una fecha límite y no había tiempo para pulir nada. Perdió textura, grandes escenas e historias, y hay 300 copias de la mala versión circulando. Mucha gente la ha visto, lo cual es vergonzoso, porque También son cintas de mala calidad. No quiero pensar en eso". 
El guion fue posteriormente reescrito y ampliado cuando Lynch decidió transformarlo en un largometraje. Al describir la transición de un programa piloto abierto a un largometraje con una especie de resolución, Lynch dijo: "Una noche, me senté, surgieron las ideas y fue una experiencia muy hermosa. Todo se vio desde un ángulo diferente ... Ahora, mirando hacia atrás, veo que [la película] siempre quiso ser así. Simplemente tomó este extraño comienzo para que fuera lo que es". El resultado fueron dieciocho páginas adicionales de material que incluían la relación romántica entre Rita y Betty y los eventos que ocurrieron después de que se abrió la caja azul. Watts se sintió aliviado de que ABC abandonara el piloto. Encontró a Betty demasiado unidimensional sin la parte más oscura de la película que se armó después. La mayoría de las nuevas escenas fueron filmadas en octubre de 2000, financiadas con $ 7 millones de la productora francesa StudioCanal. 
Theroux describió el acercamiento a la filmación sin comprender del todo la trama: "Obtienes el guion completo, pero podría ocultar las escenas en las que no estás, porque todo resulta más desconcertante que las partes. David acepta preguntas, pero no responde a ninguna de ellas ... Trabajas un poco con los ojos vendados. Si él fuera un director por primera vez y no hubiera demostrado ningún dominio de este método, probablemente tendría reservas. Pero obviamente funciona para él."  Theroux señaló que la única respuesta que Lynch dio fue que estaba seguro de que el personaje de Theroux, un director de Hollywood, no era autobiográfico de Lynch. Watts declaró que trató de engañar a Lynch fingiendo que tenía la trama resuelta y que él estaba encantado con la frustración del elenco.
La película está dedicada a Jennifer Syme, una joven actriz cuya historia es inicialmente similar al personaje de Betty Elms, que falleció una vez que el filme terminó de rodarse.

## Estilo
Se ha escrito extensamente sobre el estilo cinematográfico de David Lynch utilizando descripciones como "ultrararo", "oscuro" y "bicho raro". Todd McGowan escribe: "No se puede ver una película de Lynch de la misma manera que se ve una película negra estándar de Hollywood ni en la forma en que se ven las películas más radicales". A través de la yuxtaposición de cliché y surrealismo, pesadillas y fantasías, argumentos no lineales, trabajo de cámara, sonido e iluminación, Lynch presenta una película que desafía a los espectadores a suspender la creencia de lo que están experimentando. Muchos de los personajes de Mulholland Drive son arquetipos que solo pueden percibirse como un cliché: la nueva esperanza de Hollywood, la mujer fatal, el director inconformista y los poderosos sombríos que Lynch nunca parece explorar por completo. Lynch coloca a estos personajes a menudo trillados en situaciones desesperadas, creando cualidades de ensueño. Al usar estos personajes en escenarios que tienen componentes y referencias a sueños, fantasías y pesadillas, los espectadores tienen que decidir, entre los extremos, cuál es la realidad. Una analista de cine, Jennifer Hudson, escribe sobre él: "Como la mayoría de los surrealistas, el lenguaje de lo inexplicable de Lynch es el lenguaje fluido de los sueños".
David Lynch utiliza varios métodos de engaño en Mulholland Drive. Una figura sombría llamada Mr. Roque, que parece controlar los estudios de cine, es interpretada por el actor enano Michael J. Anderson (también de Twin Peaks). A Anderson, que solo tiene dos líneas y está sentado en una enorme silla de ruedas de madera, se le colocaron prótesis de brazos y piernas de espuma de gran tamaño para representar su cabeza como anormalmente pequeña. Durante la fiesta de Adam y Camilla, Diane observa a Camilla (interpretada por Harring) con Adam al brazo, inclinarse y besar profundamente a la misma mujer que apareció como Camilla (Melissa George) antes de que se abriera la caja azul. Ambas se vuelven y sonríen deliberadamente a Diane. El crítico de cine Franklin Ridgway escribe que la descripción de un acto "cruel y manipulador " tan deliberado no deja claro si Camilla es tan caprichosa como parece, o si la paranoia de Diane permite que la audiencia solo vea lo que ella siente. En una escena inmediatamente posterior a la audición de Betty, la película muestra a una mujer cantando sin acompañamiento aparente, pero cuando la cámara retrocede, el público ve que se trata de un estudio de grabación. En realidad, es un escenario de sonido donde Betty acaba de llegar para encontrarse con Adam Kesher, de lo que la audiencia se da cuenta cuando la cámara se aleja más. Ridgway insiste en que tal engaño a través del ingenioso trabajo de la cámara llena al espectador de dudas sobre lo que se está presentando: "Es como si la cámara, en su elegante fluidez de movimiento, nos asegurara que (lo piensa) ve todo, tiene todo bajo control", incluso si nosotros (y Betty) no lo hacemos".
Según Stephen Dillon, el uso por parte de Lynch de diferentes posiciones de cámara a lo largo de la película, como puntos de vista sostenidos con la mano, hace que el espectador "se identifique con el suspenso del personaje en su espacio particular", pero que Lynch en algunos momentos también "desconecta la cámara de cualquier punto de vista en particular, desenterrando así una perspectiva única o incluso humana", de modo que las múltiples perspectivas evitan que los contextos se fusionen, lo que perturba significativamente "nuestro sentido del individuo y lo humano". Andrew Hageman señala de manera similar que el trabajo de la cámara en la película "produce una sensación de lugar y presencia muy inquietante", como la escena en Winkie's donde la "cámara flota irregularmente durante el diálogo plano contraplano (shot-reverse shot) en el que "el espectador se da cuenta de que un conjunto de planos normalmente objetivos se han vuelto inquietantemente subjetivos". El académico Curt Hersey reconoce varias técnicas de vanguardia utilizadas en la película, incluida la falta de transiciones, transiciones abruptas, velocidad de movimiento, movimiento de cámara no tradicional, imágenes generadas por computadora, imágenes no diegéticas, narración no lineal e intertextualidad.
La primera parte de la película que introduce los personajes de Betty, Rita y Adam presenta uno de los rodajes más lógicos de la carrera de Lynch. La última parte de la película, sin embargo, que representa la realidad para muchos espectadores, exhibe un marcado cambio en el efecto cinematográfico, que le da una cualidad tan surrealista como la primera parte. Las escenas de Diane presentan un montaje más entrecortado y una iluminación más sucia que simbolizan su empobrecimiento físico y espiritual, que contrasta con la primera parte de la película donde "incluso la decoración más simple parece brillar", Betty y Rita brillan con luz y las transiciones entre escenas son suaves. Lynch se mueve entre escenas en la primera parte de la película utilizando tomas panorámicas de las montañas, palmeras y edificios de Los Ángeles. En la parte más oscura de la película, el sonido pasa a la siguiente escena sin una referencia visual de dónde se lleva a cabo. En la fiesta de Camilla, cuando Diane es más humillada, se escucha el sonido de los platos al romperse que lleva inmediatamente a la escena donde los platos se han caído en el restaurante, y Diane está hablando con el asesino a sueldo. Sinnerbrink también señala que varias escenas de la película, como la que presenta la alucinación de Camilla de Diane después de que Diane se despierta, la imagen del ser detrás de Winkie's después del suicidio de Diane, o la "repetición, inversión y desplazamiento de elementos que estaban configurados de manera diferente" en la primera parte de la película, crea el extraño efecto en el que a los espectadores se les presentan personajes o situaciones familiares en tiempos o lugares alterados. De manera similar, Hageman ha identificado la primera escena en Winkie's como "extremadamente extraña", porque es una escena en la que "los límites que separan la realidad física de las realidades imaginarias del inconsciente se desintegran". El autor Valtteri Kokko ha identificado tres grupos de "metáforas extrañas"; el doppelgänger de múltiples personajes interpretados por los mismos actores, sueños y un objeto cotidiano —principalmente la caja azul— que inicia la desaparición de Rita y la vida real de Diane.
Otro elemento recurrente en las películas de Lynch es su experimentación con el sonido. Dijo en una entrevista, "miras la imagen y la escena en silencio, está haciendo el trabajo que se supone que debes hacer, pero el trabajo no está hecho. Cuando comience a trabajar en el sonido, siga trabajando hasta que se sienta correcto. Hay tantos sonidos incorrectos e instantáneamente lo sabes. A veces es realmente mágico."  En la escena inicial de la película, cuando la mujer de cabello oscuro sale a trompicones de Mulholland Drive, silenciosamente sugiere que es torpe. Sin embargo, después de que Lynch agregó "un indicio del vapor [del naufragio] y los niños que gritaban", transformó a Laura Elena Harring de torpe a aterrorizada. Lynch también infundió rumores sutiles a lo largo de partes de la película que los críticos notaron que añadían efectos inquietantes y espeluznantes. Hageman también identifica el "sonido ambiental perpetuo y misterioso", y pone un énfasis particular en la escena en la que el hombre se derrumba detrás de Winkie's mientras el sonido normal es ahogado por un rugido zumbante, señalando que el ruido "crea una disonancia y suspenso que atrae a la espectador como detective para colocar el sonido y restablecer el orden". El final de Mulholland Drive con la mujer en el Club Silencio susurrando es un ejemplo del engaño auditivo y la surrealidad de Lynch, según Ruth Perlmutter, quien escribe: "La actuación, los sueños, la búsqueda de identidad, los miedos y terrores del yo indefinido terminan cuando termina la película, y por lo tanto, solo hay silencio y enigma".

## Temas e interpretaciones
Al darle a la película solo el lema "Una historia de amor en la ciudad de los sueños", David Lynch se ha negado a comentar el significado o simbolismo de Mulholland Drive, lo que generó mucha discusión y múltiples interpretaciones. El crítico de cine de The Christian Science Monitor, David Sterritt, habló con Lynch después de que la película se proyectara en Cannes y escribió que el director "insistió en que Mulholland Drive cuenta una historia coherente y comprensible", a diferencia de algunas de las películas anteriores de Lynch como Lost Highway. Por otro lado, Justin Theroux dijo sobre los sentimientos de Lynch sobre los múltiples significados que la gente percibe en la película: "Creo que está realmente feliz de que signifique lo que quieras. Le encanta cuando a la gente se le ocurren interpretaciones realmente extrañas. David trabaja desde su subconsciente."

### Sueños y realidades alternativas
Una de las primeras interpretaciones de la película utiliza el análisis de los sueños para argumentar que la primera parte es un sueño de la verdadera Diane Selwyn, que ha interpretado su yo soñado como la inocente y esperanzada "Betty Elms", reconstruyendo su historia y personalidad en algo así como una vieja película de Hollywood. En el sueño, Betty tiene éxito, es encantadora y vive la vida de fantasía de una actriz que pronto será famosa. La última parte de la película presenta la vida real de Diane, en la que ha fracasado tanto personal como profesionalmente. Hace los arreglos para que maten a Camilla, una ex amante, e incapaz de hacer frente a la culpa, la vuelve a imaginar como la amnésica dependiente y flexible Rita. Sin embargo, las pistas sobre su desaparición continúan apareciendo a lo largo de su sueño.
Esta interpretación fue similar a la dada por Naomi Watts, cuando dijo en una entrevista: "Pensé que Diane era el personaje real y que Betty era la persona que quería ser y que había soñado. Rita es la damisela en apuros y necesita absolutamente a Betty, y Betty la controla como si fuera una muñeca. Rita es la fantasía de Betty de quién quiere que sea Camilla". Las primeras experiencias de Watts en Hollywood son paralelas a las de Diane. Soportó cierta frustración profesional antes de tener éxito, audicionó para papeles en los que no creía y se encontró con personas que no aprovecharon las oportunidades. Ella recordó: "Hubo muchas promesas, pero en realidad nada se cumplió. Me quedé sin dinero y me sentí bastante sola". Michael Wilmington del Chicago Tribune encontró que "todo en Mulholland Drive es una pesadilla. Es una representación del sueño dorado de Hollywood que se vuelve rancio, cuajando en un estofado venenoso de odio, envidia, compromiso sórdido y fracaso que mata el alma. Esta es la parte más vulnerable de nuestras fantasías glamorosas, y el área que Lynch muestra aquí está retratada de manera realista".
The Guardian preguntó a seis conocidos críticos de cine sobre sus propias percepciones del significado general de Mulholland Drive. Neil Roberts de The Sun y Tom Charity de Time Out suscriben la teoría de que Betty es la proyección de Diane de una vida más feliz. Roger Ebert y Jonathan Ross parecen aceptar esta interpretación, pero ambos dudan en analizar demasiado la película. Ebert afirma: "No hay explicación. Puede que ni siquiera haya un misterio". Ross observa que hay historias que no van a ninguna parte: "Quizás estos eran restos del piloto que originalmente se pretendía que fuera, o quizás estas cosas son las no secuencias y el subconsciente de los sueños". Philip French de The Observer lo ve como una alusión a la tragedia de Hollywood, mientras que Jane Douglas de la BBC rechaza la teoría de la vida de Betty como el sueño de Diane, pero también advierte contra un análisis excesivo.
La teórica de los medios Siobhan Lyons tampoco está de acuerdo con la teoría de los sueños, argumentando que es una "interpretación superficial [que] socava la fuerza del absurdo de la realidad que a menudo tiene lugar en el universo de Lynch".  Lyons postula en cambio, que Betty y Diane son, de hecho, dos personas diferentes que parecen similares, un motivo común entre las estrellas de Hollywood. En una interpretación similar, Betty y Rita, así como Diane y Camilla pueden existir en universos paralelos que a veces se interconectan. Otra teoría que se ofrece es que la narrativa es una banda de Möbius, una cinta retorcida que no tiene principio ni fin. Otros piensan que toda la película es un sueño, pero que se desconoce la identidad del soñador. Las referencias repetidas a camas, dormitorios y dormir simbolizarían la fuerte influencia de los sueños. Rita se duerme varias veces; entre estos episodios, tienen lugar escenas desconectadas, como los hombres que tienen una conversación en Winkie's, la llegada de Betty a Los Ángeles y el golpe fallido, lo que sugiere que Rita puede estar soñando con ellos. El plano inicial de la película se acerca a una cama que contiene un durmiente desconocido, llevando, según la estudiosa de cine Ruth Perlmutter, a la necesidad de preguntarse si lo que sigue es la realidad. La profesora de estudios de los sueños Kelly Bulkeley sostiene que la primera escena en el restaurante, como la única en la que se mencionan explícitamente los sueños o los sueños, ilustra "la verdad reveladora y la incertidumbre epistemológica en la película de Lynch". El ser monstruoso del sueño, que es el tema de conversación de los hombres de Winkie's, reaparece al final de la película justo antes y después de que Diane se suicide. Bulkeley afirma que la discusión solitaria de los sueños en esa escena presenta una apertura a "una nueva forma de entender todo lo que sucede en la película".
El filósofo y teórico del cine Robert Sinnerbrink señala de manera similar que las imágenes que siguen al aparente suicidio de Diane socavan la interpretación del "sueño y la realidad". Después de que Diane se pega un tiro, la cama se consume con humo, y se muestra a Betty y Rita sonriéndose, después de lo cual una mujer en el balcón del Club Silencio susurra "Silencio" mientras la pantalla se vuelve negra. Sinnerbrink escribe que las "imágenes finales flotan en una zona indeterminada entre la fantasía y la realidad, que es quizás la dimensión genuinamente metafísica de la imagen cinematográfica", y también señala que podría ser que "la última secuencia abarca las imágenes de fantasía de la conciencia moribunda de Diane, concluyendo con el momento real de su muerte: el Silencio final". Refiriéndose a la misma secuencia, el teórico del cine Andrew Hageman señala que "la coda de noventa segundos que sigue al suicidio de Betty/Diane es un espacio cinematográfico que persiste después de que ha caído el telón sobre su conciencia viva, y este espacio persistente es el mismo teatro donde la ilusión de ilusión se desenmascara continuamente".
El teórico del cine David Roche escribe que las películas de Lynch no cuentan simplemente historias de detectives, sino que obligan a la audiencia a asumir el papel de detectives para dar sentido a las narrativas, y que Mulholland Drive, como otras películas de Lynch, frustra "la necesidad del espectador de una diégesis racional, jugando con el error del espectador de que narración es sinónimo de diégesis". En las películas de Lynch, el espectador está siempre "un paso por detrás de la narración" y, por tanto, "la narración prevalece sobre la diégesis". Roche también señala que hay múltiples misterios en la película que finalmente quedan sin respuesta para los personajes que se encuentran con callejones sin salida, como Betty y Rita, o ceden a las presiones como lo hace Adam. Aunque el público todavía lucha por entender las historias, los personajes ya no intentan resolver sus misterios. Roche concluye que Mulholland Drive es una película de misterio no porque le permita a la audiencia ver la solución a una pregunta, sino que la película en sí es un misterio que se mantiene unido "por el deseo del espectador-detective de darle sentido".
A pesar de la proliferación de teorías, los críticos señalan que ninguna explicación satisface todos los cabos sueltos y las preguntas que surgen de la película. Stephen Holden de The New York Times escribe: " Mullholland Drive tiene poco que ver con la vida amorosa o la ambición profesional de cualquier personaje. La película es una reflexión cada vez más profunda sobre el encanto de Hollywood y sobre los múltiples juegos de rol y la autoinvención que promete la experiencia de ir al cine... ¿Qué mayor poder hay que el poder de entrar y programar la vida onírica de la cultura?”  J. Hoberman de The Village Voice se hace eco de este sentimiento al llamarlo una "carta de amor envenenada para Hollywood" (poisonous valentine to Hollywood).
Mulholland Drive ha sido comparada con el clásico de cine negro de Billy Wilder Sunset Boulevard (1950), otra historia sobre sueños rotos en Hollywood, y al principio de la película se muestra a Rita cruzando Sunset Boulevard por la noche. Además de que ambos títulos llevan el nombre de las icónicas calles de Los Ángeles, Mulholland Drive es "el relato único de Lynch de lo que también llamó la atención de Wilder: la putrefacción humana (un término que Lynch usó varias veces durante su conferencia de prensa en el Festival de Cine de Nueva York de 2001) en una ciudad de ilusiones letales". El título de la película es una referencia a la icónica cultura de Hollywood. Lynch vive cerca de Mulholland Drive y declaró en una entrevista: "Por la noche, viajas en la cima del mundo. Durante el día, también viajas en la cima del mundo, pero es misterioso y hay un poco de miedo porque se adentra en áreas remotas. Sientes la historia de Hollywood en ese camino". Watts también tenía experiencia en la carretera antes de que se encaminara su carrera: "Recuerdo haber conducido por la calle muchas veces llorando con el corazón en mi automóvil, pensando: '¿Qué estoy haciendo aquí? '
El crítico Gregory Weight advierte a los espectadores contra una interpretación cínica de los eventos de la película, afirmando que Lynch presenta más que "la fachada y que cree que solo el mal y el engaño se encuentran debajo de ella". Por mucho que Lynch haga una declaración sobre el engaño, la manipulación y las falsas pretensiones en la cultura de Hollywood, también infunde nostalgia a lo largo de la película y reconoce que el verdadero arte proviene del cine clásico, ya que el elenco de Lynch rinde homenaje a los actores veteranos Ann Miller, Lee Grant y Chad Everett. También retrata a Betty como extraordinariamente talentosa y muestra que sus habilidades son notadas por personas poderosas en la industria del entretenimiento. Al comentar sobre las posiciones contrastantes entre la nostalgia cinematográfica y la putrefacción de Hollywood, Steven Dillon escribe que Mulholland Drive critica la cultura de Hollywood tanto como condena la "cinefilia" (la fascinación por el cine y las fantasías asociadas con él).
Harring describió su impresión después de ver la película: "Cuando la vi por primera vez, pensé que era la historia de los sueños, la ilusión y la obsesión de Hollywood. Toca la idea de que nada es lo que parece, especialmente la idea de ser una estrella de cine de Hollywood. La segunda y tercera vez que lo vi, pensé que se trataba de la identidad. ¿Sabemos quiénes somos? Y luego seguí viendo cosas diferentes en ella... No hay nada correcto o incorrecto en lo que alguien le quita o en lo que cree que trata realmente la película. Es una película que te hace reflexionar continuamente, te hace plantear preguntas. He escuchado una y otra vez: 'Esta es una película que volveré a ver' o 'Esta es una película que tienes que volver a ver'. Te intriga. Quieres conseguir interpretarla, pero no creo que sea una película en la que sea posible. Ha logrado su objetivo si te hace plantearte preguntas." 

### Contenido romántico
Las relaciones entre Betty y Rita, y Diane y Camilla se han descrito de diversas formas como "conmovedoras" y "excitantes". El crítico francés Thierry Jousse, en su reseña para Cahiers du cinéma, dijo que el amor entre las mujeres retratadas es "de un lirismo prácticamente sin igual en el cine contemporáneo". En las páginas de Film Comment, Phillip Lopate afirma que el interludio romántico fundamental entre Betty y Rita se vuelve conmovedor y tierno cuando Betty "comprendió por primera vez, con sorpresa, que toda su ayuda y curiosidad por la otra mujer tenía un aspecto: deseo... Es un momento hermoso, hecho aún más milagroso por su [...] ternura y su distancia de cualquier cosa espeluznante". Stephanie Zacharek de la Salon declaró que el "erotismo de la escena [es] tan potente que cubre toda la película, coloreando cada escena anterior y cada una de las siguientes". Betty y Rita fueron elegidas por Independent Film Channel como la pareja romántica emblemática de los 2000. El escritor Charles Taylor dijo: "Betty y Rita a menudo se enmarcan en una oscuridad tan suave y aterciopelada que es como un nimbo flotante, listo para tragarlas si se despiertan del sueño de la película. Y cuando son tragadas, cuando el humo llena el marco como si el mismo azufre del infierno estuviera oscureciendo nuestra visión, sentimos como si no solo se hubiera roto un romance, sino que la belleza del mundo hubiera sido maldecida.”
La heterosexualidad como aspecto es importante en la segunda mitad de la película, ya que la desaparición definitiva de la relación de Diane y Camilla surge del matrimonio de la pareja heterosexual. En la fiesta de Adam, comienzan a anunciar que Camilla y Adam se van a casar; entre risas y besos, la declaración se retrasa porque es obvia y esperada. El cierre heterosexual de la escena se ve interrumpido por un cambio de escena. Como sugiere Lee Wallace, al planear un golpe contra Camilla, "Diane elude el cierre heterosexual de la historia de la industria, pero solo yendo a su mundo narrativo, un acto que resulta fatal para ambas mujeres, las relaciones de causa y efecto del thriller son fundamentalmente incompatibles con la trama del lesbianismo tal como la presenta la película". Para Joshua Bastian Cole, el personaje de Adam sirve como contraste de Diane, lo que nunca podrá ser, razón por la cual Camilla la deja. En su fantasía, Adam tiene su propia trama secundaria que lo lleva a la humillación. Si bien esta trama secundaria puede entenderse como una fantasía de venganza nacida de los celos, Cole argumenta que este es un ejemplo de la mirada transgénero de Diane: "Adam funciona como un espejo, un objeto masculino sobre el que Diane podría proyectarse". El contacto visual prolongado de Diane con Dan en Winkie's es otro ejemplo de la mirada trans. Para Cole, "el extraño reconocimiento de Dan por parte de Diane, que no es exactamente una identificación sino algo más, se siente trans en su línea oblicua, dibujada entre dobles imposibles" y sus nombres similares (Dan/Diane), lo cual no es un error. Él enfatiza que la comprensión lésbica de la película ha eclipsado las posibles interpretaciones trans; su lectura de la mirada trans de Diane es una contribución a la narrativa queer de la película.
Las descripciones en los medios de las opiniones de Naomi Watts y Laura Elena Harring sobre su relación en la pantalla fueron variadas y contradictorias. Watts dijo sobre la filmación de la escena: "No lo veo como algo erótico, aunque tal vez suene así. La última vez que la vi, en realidad tenía lágrimas en los ojos porque sabía a dónde iba la historia. Me rompió un poco el corazón". Sin embargo, en otra entrevista, Watts declaró: "Me sorprendió lo honesto y real que se ve todo esto en la pantalla. Estas chicas se ven realmente enamoradas y fue curiosamente erótico". Mientras que Harring fue citado diciendo: "La escena de amor simplemente sucedió en mis ojos. Rita está muy agradecida por la ayuda que Betty le ha brindado, así que le digo adiós y buenas noches, gracias, desde el fondo de mi corazón, la beso y luego hay una energía que nos lleva. Por supuesto que tengo amnesia, así que no sé si lo he hecho antes, pero no creo que seamos realmente lesbianas". Heather Love estuvo un poco de acuerdo con la percepción de Harring cuando afirmó que la identidad en Mulholland Drive no es tan importante como el deseo: "quiénes somos no cuenta mucho, lo que importa es lo que estamos a punto de hacer, lo que queremos hacer".
Algunos teóricos del cine han argumentado que Lynch inserta un elemento queer en el contenido estético y temático de la película. La película no lineal es "incapaz de mantener la coherencia narrativa", como sostiene Lee Wallace, "el lesbianismo disuelve las convenciones ideológicas del realismo narrativo, operando como el punto de cambio para los mundos narrativos en disputa dentro de la película elaboradamente tramada de Lynch". La presencia de espejos y doppelgänger a lo largo de la película "son representaciones comunes del deseo lésbico". La codependencia en la relación entre Betty y Rita —que bordea la obsesión absoluta— ha sido comparada con las relaciones femeninas en dos películas similares, Persona de Ingmar Bergman (1966) y 3 mujeres de Robert Altman (1977), que también representan identidades de mujeres vulnerables que se enredan, se intercambian y finalmente se fusionan: "Las parejas de mujeres también se reflejan entre sí, con sus interacciones mutuas fusionando el culto a la heroína con el deseo por personas del mismo sexo". Lynch rinde homenaje directo a Persona en la escena en la que Rita se pone la peluca rubia, con el mismo peinado que Betty. Rita y Betty luego se miran en el espejo "llamando la atención sobre su similitud física, vinculando la secuencia con el tema del abrazo, el acoplamiento físico y la idea de fusionarse o duplicarse". Los reflejos y los dobles, que son temas destacados a lo largo de la película, sirven a lo queer aún más que la forma y el contenido de la película.
Varios teóricos han acusado a Lynch de perpetuar estereotipos y clichés de lesbianas, bisexuales y relaciones lésbicas. Rita (la femme fatale) y Betty (la niña de la escuela) representan dos personajes clásicos de lesbianas; Heather Love identifica dos clichés clave utilizados en la película: "Lynch presenta el lesbianismo en su forma inocente y expansiva: el deseo lésbico aparece como una gran aventura, una entrada a un territorio glamoroso y desconocido". Simultáneamente, presenta el trágico triángulo lésbico, "en el que una mujer atractiva pero no disponible deja a una mujer menos atractiva que se figura como exclusivamente lesbiana", perpetuando el estereotipo de la bisexual "acabando con un hombre". Maria San Filippo reconoce que Lynch se basa en los arquetipos del cine negro clásico para desarrollar la eventual traición de Camilla: estos arquetipos "se arraigan hasta tal punto que los espectadores inmediatamente se dan cuenta de que 'Rita' no es lo que parece y que es solo cuestión de tiempo". antes de que ella revele su naturaleza engañosa". Para Love, el deseo exclusivamente lésbico de Diane está "entre el éxito y el fracaso, entre la sensualidad y la abyección, incluso entre la vida y la muerte" si es rechazada. Diane es el trágico cliché lésbico que añora a la bisexual en la relación heterosexual. El análisis de Love de la película señala la peculiar respuesta de los medios al contenido lésbico de la película: "los críticos se entusiasmaron en particular y extensamente con las escenas de sexo de la película, como si hubiera un concurso para ver quién podía disfrutar de esta representación del deseo femenino del mismo sexo". Love señala también que la película usó un tema clásico en la literatura y el cine que representa las relaciones lésbicas: Camilla como dolorosamente hermosa y disponible, rechazando a Diane por Adam. La reacción popular a la película sugiere que las relaciones contrastantes entre Betty y Rita y Diane y Camilla se "entienden como lo más caliente del mundo y, al mismo tiempo, como algo fundamentalmente triste y nada erótico", como "afirma el orden heterosexual" mismo con efectos aplastantes para la mujer abandonada".

## Música
La banda sonora de Mulholland Drive fue supervisada por Angelo Badalamenti, quien colaboró en proyectos anteriores de Lynch, Blue Velvet y Twin Peaks. Badalamenti, quien fue nominado a los premios del American Film Institute (AFI) y la Academia Británica de Cine y Televisión (BAFTA) por su trabajo en la película, también tiene un cameo como aficionado al espresso y mafioso.

El álbum avanza de manera muy similar a una película típica de Lynch, se abre con un Jitterbug rápido y agradable y luego se adentra lentamente en pasajes de cuerdas más oscuros, los sonidos vibrantes de guitarra de la música de los restaurantes de los años 50 y, finalmente, la parte inferior de la partitura en capas, inquietante y a menudo confusa.
Neil Shurley, 2002

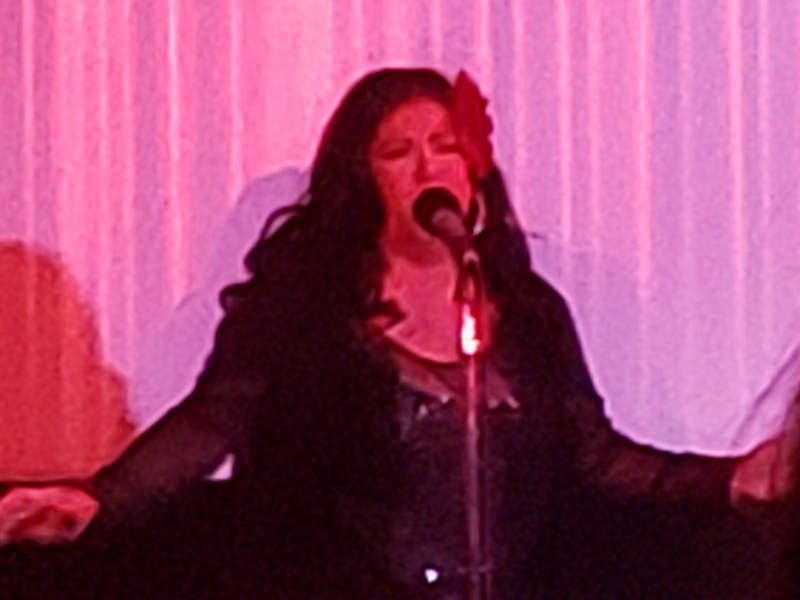
Rebekah Del Río interpretando "Llorando", popularizado en la secuencia Club Silencio de la película

Los críticos señalan que la ominosa partitura de Badalamenti, descrita como "la más oscura hasta ahora", contribuye a la sensación de misterio cuando la película se abre en la limusina de la mujer de cabello oscuro, que contrasta con los tonos brillantes y esperanzados de la primera película de Betty. llegada a Los Ángeles, con la partitura "actuando como una guía emocional para el espectador". El periodista de música de cine Daniel Schweiger comenta que la contribución de Badalamenti a la partitura alterna desde el "terror de cuerdas casi inmóvil hasta el jazz noir y la retroalimentación de audio ", con "los ritmos que se convierten en una explosión de oscuridad infinita". Badalamenti describió una técnica particular de diseño de sonido aplicada a la película, mediante la cual proporcionaba a Lynch múltiples pistas de diez a doce minutos a tempo lento, que llamaron "leña", de las que Lynch "tomó fragmentos y experimentó con ellos, resultando en una gran cantidad de paisajes sonoros espeluznantes de la película".
Lynch empleó dos canciones pop de la década de 1960, una detrás de la otra, tocadas mientras dos actrices están audicionando sincronizando los labios. Según un analista de la música utilizada en las películas de Lynch, los personajes femeninos de Lynch a menudo no pueden comunicarse a través de los canales normales y se ven reducidos a sincronizar los labios o ser reprimidos. " Sixteen Reasons " de Connie Stevens es la canción que se canta mientras la cámara gira hacia atrás para revelar varias ilusiones, y la versión de Linda Scott de " I've Told Ev'ry Little Star " es la audición para la primera Camilla Rhodes, que el estudioso del cine Eric Gans considera una canción de empoderamiento para Betty. Escrita originalmente por Jerome Kern a dúo, cantada por Linda Scott en esta interpretación por ella misma, Gans sugiere que adquiere un matiz homosexual en Mulholland Drive . Sin embargo, a diferencia de "Sixteen Reasons", partes de "I've Told Ev'ry Little Star" están distorsionadas para sugerir "una identidad sonora dividida" para Camilla. Cuando suena la canción, Betty acaba de entrar al escenario de sonido donde Adam está audicionando actrices para su película, y ve a Adam, lo mira a los ojos y huye abruptamente después de que Adam ha declarado "Esta es la chica" sobre Camilla, evitando así su rechazo.
En la película hay una escena en un teatro nocturno inusual llamado Club Silencio donde un artista anuncia " No hay banda "... pero sin embargo escuchamos una banda", variando entre inglés, español y francés. Descrita como "la secuencia más original e impactante en una película original e impactante", la interpretación a capela en español de Rebekah Del Río de  "Llorando", fue elogiada como "espectacular"... excepto que no hay espectáculo que detener en el Club Silencio, escasamente concurrido. Lynch quería usar la versión de Roy Orbison de "Crying" en Blue Velvet, pero cambió de opinión cuando escuchó "In Dreams" de Orbison. Del Río, quien popularizó la versión en español y recibió su primer contrato de grabación sobre la base de la canción, afirmó que Lynch voló a Nashville, donde vivía, y le cantó la canción una vez y no sabía que la estaba grabando. Lynch escribió un papel para ella en la película y usó la versión que ella le cantó en Nashville. La canción da una serenata trágica a las amantes Betty y Rita, quienes se sientan embelesadas y lloran, momentos antes de que su relación desaparezca y sea reemplazada por la disfunción de Diane y Camilla. Según un estudioso del cine, la canción y toda la escena teatral marcan la desintegración de las personalidades de Betty y Rita, así como su relación. Con el uso de múltiples idiomas y una canción para retratar emociones tan primarias, un analista cinematográfico afirma que Lynch exhibe su desconfianza en el discurso intelectual y opta por dar sentido a través de imágenes y sonidos. El efecto desorientador de la música que suena aunque Del Río ya no está allí se describe como "la versión musical de la pintura de Magritte La traición de las imágenes".

## Recepción de la crítica
En el sitio Rotten Tomatoes la película posee un 81% de aprobación, en 151 comentarios, mientras que en Metacritic obtiene el mismo porcentaje de aprobación, sobre 34 comentarios. Por su carácter complejo, la película mostró división entre los críticos.
Roger Ebert del Chicago Sun Times la consideró una de las mejores películas del año y dijo: «Esta es una película a la que te tienes que rendir. Si buscas lógica, ve a ver otra cosa. Mulholland Drive va directamente a las emociones».
Peter Travers de Rolling Stone la nombró una de las «diez mejores películas de la década» diciendo: «El reto es estimulante. Tú puedes descubrir mucho sobre ti mismo al perderte en esta película. Se agarra a un sueño que no te dejará ir».
René Rodríguez de Miami Herald fue más allá y la nombró «mejor película de la década» expresando: «Esta película simplemente requiere de una mente abierta, un amor por el buen cine y la voluntad de poder soñar».
Por otro lado, demás críticos disintieron con la película. Deeson Thompson de The Washington Post expresó: «Mulholland Drive es una ópera del estado de ánimo extendido, si quieres ponerle una etiqueta artística a esta incoherencia».
A su vez, James Berardinelli del portal Reel Views opinó: «Yo estaba hirviendo de furia cuando salí de la proyección. Esta es la mejor ruta para que solamente los fanáticos de Lynch la tomen. El resto de nosotros, debemos tomar la vía rápida de la autopista».
El 23 de agosto de 2016, BBC Mundo publicó un listado de las 25 mejores películas del siglo XXI según los críticos, quedando esta película de número uno.

## Premios y nominaciones
|                                                             | Categoría—Ganador/es |
| ----------------------------------------------------------- | --- |
| Festival de Cannes                                          | - Mejor director—David Lynch (compartido) |
| Sociedad Nacional de Críticos de Cine de Estados Unidos     | - Mejor película—Mulholland Drive - Mejor actriz—Naomi Watts |
| Premios del Círculo de Críticos de Cine de Nueva York       | - Mejor película—Mulholland Drive |
| Premios de la Asociación de Críticos de Cine de Los Ángeles | - Mejor director—David Lynch |
| Premios de la Asociación de Críticos de Cine de Chicago     | - Mejor película—Mulholland Drive - Mejor director—David Lynch - Mejor actriz—Naomi Watts |
| Sociedad de Críticos de Cine Online                         | - Mejor película—Mulholland Drive - Mejor director—David Lynch - Mejor actriz—Naomi Watts - Mejor guion original—David Lynch - Mejor banda sonora original—Angelo Badalamenti - Mejor actriz revelación—Naomi Watts |
| Premios ALMA                                                | - Mejor actriz en largometraje—Laura Elena Harring |
| 55.ª entrega de los premios BAFTA                           | - Mejor montaje—Mary Sweeney |
| Premios Independent Spirit                                  | - Mejor fotografía—Peter Deming |
|                                                             | Categoría—Nominado/s |
| 74.ª entrega de los premios Óscar                           | - Mejor director—David Lynch |
| Premios AFI                                                 | - Actriz del año AFI : Películas—Naomi Watts - Compositor del año AFI—Angelo Badalamenti - Director del año AFI—David Lynch - Película del año AFI                                                                  |
| 55.ª entrega de los premios BAFTA                           | - Mejor música original—Angelo Badalamenti |
| Festival de Cannes                                          | - Palma de Oro—David Lynch |
| 59.ª entrega de los Premio Globo de Oro                     | - Mejor película dramática - Mejor director—David Lynch - Mejor banda sonora—Angelo Badalamenti - Mejor guion—David Lynch                                                                                           |